# Schloss Lehrensteinsfeld

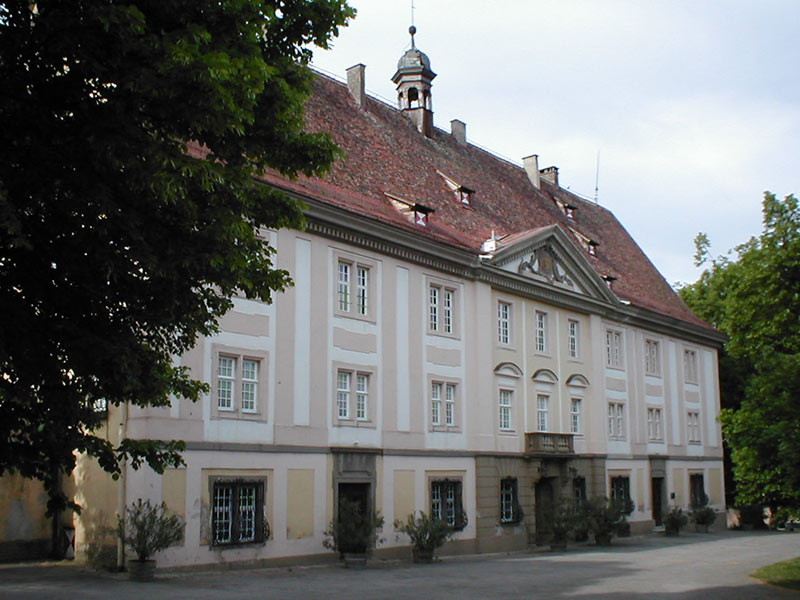
Das Schloss von Süden

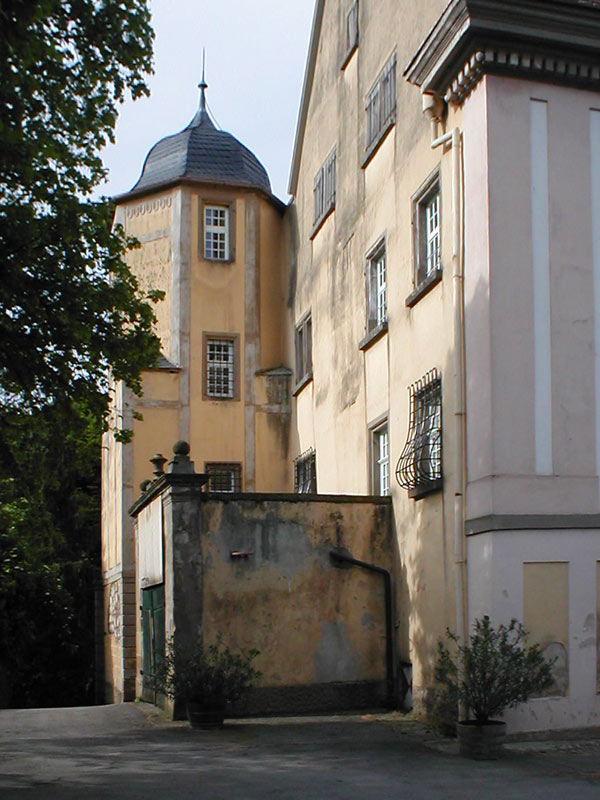
Der Turm des Schlosses

Das Schloss Lehrensteinsfeld ist ein Schloss in der Gemeinde Lehrensteinsfeld im Landkreis Heilbronn, nördliches Baden-Württemberg. Es wurde im späten 16. Jahrhundert unter Verwendung von Resten früherer Bauwerke im Renaissance-Stil errichtet und gegen Ende des 18. Jahrhunderts im klassizistischen Stil umgebaut, wobei wesentliche Teile des Renaissance-Baus wie die rückwärtige Gartenfassade erhalten blieben.

## Geschichte
Das Schloss liegt im Süden Lehrensteinsfelds, am Ortsrand und höchsten Punkt des ehemaligen Ortsteiles Steinsfeld nahe der Grenze zu Lehren. Vermutlich an dieser Stelle befand sich auch ein 1378 erwähnter Burgstall, in dem die Herren von Weinsberg, die damaligen Ortsherren Steinsfelds, einem Siegfried von Michelfeld ein Haus zu bauen erlaubten. Als Lehren und Steinsfeld 1518 bei der Erbteilung des Pleikard von Gemmingen († 1515) an dessen Sohn Philipp von Gemmingen († 1544) kamen, erhielt dieser, weil Steinsfeld nach dem Brand noch ganz ungebaut war, einen Hof in Heilbronn als Ausgleich. Noch 1535 wurde der alte Burgstadel in einem Bericht als „wüst“ und „seit langer Zeit zerstört“ bezeichnet. 1540 begann Philipp von Gemmingen mit dem Neubau des Schlosses. In seinen heutigen Ausmaßen entstand es wohl erst gegen Ende des 16. Jahrhunderts, vermutlich nach 1585 (als die Familie von Gemmingen das Jagdrecht auf Gemarkung Steinsfeld erhielt), wobei aber ältere Bauteile aus der Zeit nach 1535 und aus dem Mittelalter verwendet wurden.
1649 kaufte Feldmarschall Ludwig von Schmidberg Dorf und Schloss Lehrensteinsfeld. Unter Freiherr Johann Friedrich Karl von Schmidberg, dem letzten Besitzer des Schlosses aus dieser Familie, wurde die der Straße zum Ort zugewandte Hauptfassade des Schlosses im Stil des beginnenden Klassizismus umgestaltet.
Nach verschiedenen Besitzerwechseln erwarb 1865 Julius Dietzsch das Schloss samt dem dazugehörigen landwirtschaftlichen Gut. Seine Nachfahren sind die heutigen Eigentümer des Schlosses und betreiben dort ein Weingut.

## Beschreibung

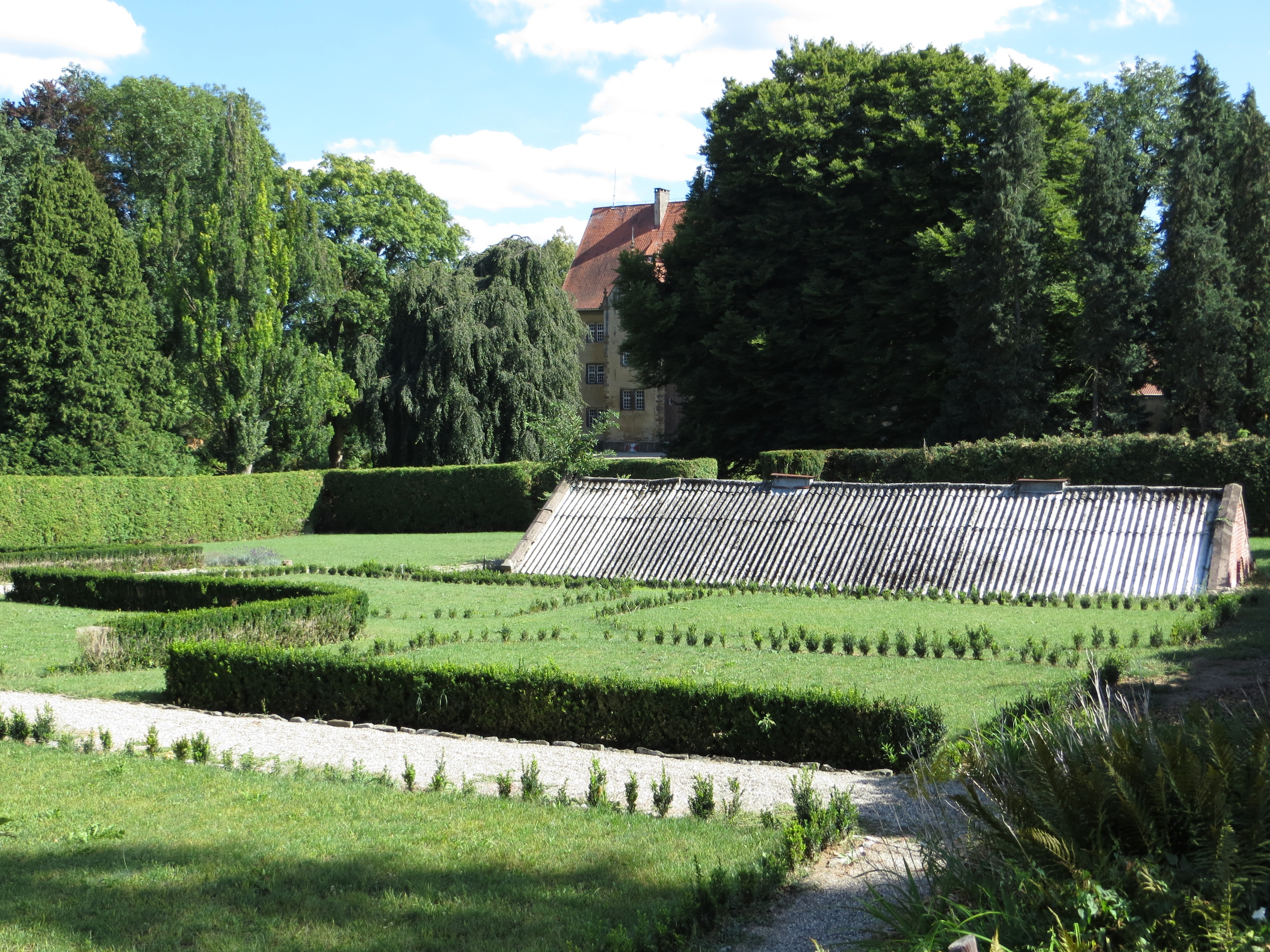
Ein Teil des Schlossgartens

Das Schloss ist ein gut 41 m langer und fast 15 m tiefer Giebelbau. Ein ummauerter, von Wirtschaftsgebäuden eingerahmter Hof trennt die nach Südsüdosten weisende Hauptseite von der von Steinsfeld kommenden Straße. An die nördliche Langseite, die zwei von Giebeln bekrönte kleine Vorbauten aufweist, schließt sich ein großer Garten an. Ein unten quadratischer, oben achteckiger Turm steht vor der Nordwestecke des Schlosses; da er nicht höher als das Hauptgebäude ist, tritt er von vorne nicht in Erscheinung. Unter der ganzen Länge des Bauwerks befindet sich ein großer, durch einen Kellerhals im Westgiebel zugänglicher Keller mit Tonnengewölbe.